# بلبل رمادي البطن
بلبل رمادي البطن (الاسم العلمي: Pycnonotus cyaniventris) (بالإنجليزية: Grey-bellied Bulbul)‏ هو نوع من الطيور يتبع جنس البلبل من فصيلة البلابل.